# Tanystylum brevipes
Tanystylum brevipes is een zeespin uit de familie Ammotheidae. De soort behoort tot het geslacht Tanystylum. Tanystylum brevipes werd in 1881 voor het eerst wetenschappelijk beschreven door Hoek. 